# Сакалов Володимир Тарасович
Володимир Тарасович Сакалов (нар. 28 жовтня 1954, Жовті Води, Дніпропетровська область) — український футболіст, нападник.

## Життєпис
Першою професіональною командою стала «Буковина». За п'ять сезонів забив за чернівецький клуб в українській зоні другої ліги 42 голи. Найкращий бомбардир турніру 1978 року — 19 забитих м'ячів. Срібний призер чемпіонату УРСР 1980 року.
Наступні три роки виступав у першій лізі. У першому сезоні захищав кольори «Карпат», а після ліквідації клубу перейшов до іншої львівської команди — СКА «Карпати». Всього в першій лізі провів 85 матчів, 23 голи.
Останні два сезони грав у складі івано-франківського «Прикарпаття». В останні роки перекваліфікувався у захисника.
1986 року входив до тренерського штабу охтирського «Нафтовика». Наступні три роки працював у «Буковині» начальником команди.

## Досягнення
- Віце-чемпіон першості УРСР (1): 1980
- Найкращий бомбардир чемпіонату УРСР (1): 1978 (19 голів)

## Статистика
| Сезон | Команда           | Ліга | Ігри | Голи |
| ----- | ----------------- | ---- | ---- | ---- |
| 1976  | «Буковина»        | D3   | 3    | 0    |
| 1977  | «Буковина»        | D3   | 37   | 6    |
| 1978  | «Буковина»        | D3   | 40   | 19   |
| 1979  | «Буковина»        | D3   | 37   | 1    |
| 1980  | «Буковина»        | D3   | 42   | 16   |
| 1981  | «Карпати» (Львів) | D2   | 42   | 12   |
| 1982  | СКА «Карпати»     | D2   | 39   | 11   |
| 1983  | СКА «Карпати»     | D2   | 4    | 0    |
| 1984  | «Прикарпаття»     | D3   | 32   | 4    |
| 1985  | «Прикарпаття»     | D3   | 40   | 1    |